# Основи геополітики
Основи геополітики: Геополітичне майбутнє Росії — геополітична книга ідеолога рашизма Олександра Дугіна. Його публікація в 1997 році була добре сприйнята в Російській Федерації; вона мала значний вплив на російську військову, поліцейську та зовнішньополітичну еліту і використовувався як підручник в Академії Генерального штабу російських військових. Згодом могутні російські політичні діячі зацікавилися Дугіним, російським політичним аналітиком і публіцистом, який сповідує ультранаціоналістичну та неофашистську ідеологію, засновану на його ідеї неоєвразійства, який розвинув тісні стосунки з російською Академією Генерального штабу.
Дугін вважає співавтора і свого головного натхненника генерала Миколу Клокотова з Академії Генерального штабу, хоча Клокотов це заперечує. Створити книгу допоміг начальник Міжнародного департаменту Міністерства оборони Російської Федерації генерал-полковник Леонід Івашов.
Книга стверджує, що Україна повинна бути анексована Російською Федерацією, тому що нібито «Україна як держава не має геополітичного значення, особливого культурного імпорту чи загальнолюдського значення, географічної унікальности, етнічної винятковости, її певні територіальні амбіції становлять величезну небезпеку для всієї Євразії і без вирішення проблеми «українського питання», говорити про континентальну політику взагалі безглуздо. У параграфі «Геополітична декомпозиція України» Дугін писав, що не можна дозволити Україні залишатися незалежною, якщо вона не буде санітарним кордоном, що було б теж неприпустимо».

## Використання
Клокотов заявив, що в майбутньому книга «служить могутнім ідейним фундаментом для підготовки нового військового командування». Дугін стверджував, що книга прийнята як підручник у багатьох російських навчальних закладах. Колишній спікер Держдуми Російської Федерації Геннадій Селезньов, для якого Дугін був радником з геополітики, «закликав зробити геополітичну доктрину Дугіна обов’язковою частиною шкільної програми».
Книга мала великий вплив на зовнішню політику Володимира Путіна, що врешті призвело до російсько-української війни.

## Зміст
У «Основах геополітики» Дугін закликає США та атлантизм втратити свій вплив у Євразії, а Росію відновити свій вплив шляхом анексій та союзів.
У книзі стверджується, що «битва за світове панування росіян» не закінчилася, а Російська Федерація залишається «центром нової антибуржуазної, антиамериканської революції». Євразійська імперія буде побудована «за фундаментальним принципом спільного ворога: відмовою від атлантизму, стратегічного контролю США та відмовою ліберальним цінностям домінувати над нами».
Військові дії відіграють відносно невелику роль. Підручник виступає за складну програму підривної діяльности, дестабілізації та дезінформації, яку очолювали російські спецслужби. Операціям має сприяти жорстке використання російських газу, нафти та природних ресурсів для залякування та тиску на інші країни.
У книзі сказано, що «максимальне завдання [майбутнього] — це «фінляндизація» всієї Європи».
В Європі:
- Німеччині слід запропонувати де-факто політичне панування над більшістю протестантських і католицьких держав, розташованих у Центральній та Східній Європі. Калінінградська область може бути повернута Німеччині. У книзі використано термін «вісь Москва–Берлін».[12]
- Францію слід заохочувати до створення блоку з Німеччиною, оскільки вони обидві мають «тверду антиатлантистську традицію».[12]
- Сполучене Королівство, яке просто описують як «екстратериторіальну плавучу базу США», має бути відрізане від Європи.[12]
- Фінляндія повинна бути поглинена Росією. Південна Фінляндія буде об'єднана з Республікою Карелія, а північна Фінляндія буде «подарована Мурманській області».[12]
- Естонія повинна бути віддана у сферу впливу Німеччини.[12]
- Латвії та Литві слід надати «особливий статус» у євразійсько-російській сфері.[12]
- Польщі слід надати «особливий статус» у євразійській сфері.[12]
- Румунія, Північна Македонія, Сербія, «сербська Боснія» та Греція – «православний колективістський Схід» – об’єднаються з «Москвою Третім Римом», вони відкинуть «раціонально-індивідуалістичний Захід».[12]
- Україна повинна бути анексована Російською Федерацією, тому що нібито «Україна як держава не має геополітичного значення, особливого культурного імпорту чи загальнолюдського значення, географічної унікальности, етнічної винятковости, її певні територіальні амбіції становлять величезну небезпеку для всієї Євразії і без вирішення проблеми «українського питання», говорити про континентальну політику взагалі безглуздо». Не можна дозволити Україні залишатися незалежною, якщо вона не буде санітарним кордоном, що було б теж неприпустимо.[12]

На Близькому Сході та в Центральній Азії:
- У книзі наголошується на «континентальному російсько-ісламському альянсі», який лежить «в основі антиатлантистської стратегії». Альянс базується на «традиційному характері російської та ісламської цивілізації».
- Іран є ключовим союзником. У книзі використано термін «вісь Москва–Тегеран».[12]
- Вірменія відіграє особливу роль: вона буде служити «стратегічною базою», і необхідно створити «[дочірню] вісь Москва-Єреван-Тегеран». Вірмени «це арійський народ... [як] іранці та курди».[12]
- Азербайджан можна «розколоти» або віддати Ірану.[12]
- Грузію треба розчленувати. Абхазія та «Об’єднана Осетія» (до якої входить Південна Осетія Грузії) будуть включені до складу Росії. Незалежна політика Грузії є неприйнятною.[12]
- Росії необхідно створити «геополітичні потрясіння» всередині Туреччини. Цього можна досягти, залучаючи курдів, вірмен та інших меншин.[12]
- У книзі Кавказ розглядається як російська територія, включаючи «східні та північні береги Каспію (території Казахстану та Туркменістану)» і Середню Азію (згадуються Казахстан, Узбекистан, Киргизстан і Таджикистан).[12]

У Східній та Південно-Східній Азії:
- Китай, який представляє небезпеку для Росії, «повинний бути максимально можливою мірою демонтований». Дугін пропонує Росії почати з того, що взяли Тибет – Сіньцзян – Внутрішню Монголію – Маньчжурію як пояс безпеки.[1] Російська Федерація повинна запропонувати Китаю допомогу «у південному напрямку – Індокитай (крім В'єтнаму), Філіппіни, Індонезія, Австралія» як геополітичну компенсацію.[12]
- Російська Федерація повинна маніпулювати японською політикою, пропонуючи Японії Курильські острови та провокуючи антиамериканізм.[12]
- Монголія повинна бути поглинена Євразією-Росією.[12]

У книзі наголошується, що Російська Федерація повинна поширювати антиамериканізм повсюдно: «головним «козлом відпущення» будуть саме США».
У Сполучених Штатах:
- Російська Федерація повинна використовувати свої спецслужби в межах Сполучених Штатів, щоб розпалити нестабільність і сепаратизм, наприклад, провокувати «афроамериканських расистів». Російська Федерація повинна «впроваджувати геополітичний безлад у внутрішньоамериканську діяльність, заохочуючи всі види сепаратизму та етнічних, соціальних і расових конфліктів, активно підтримувати всі дисидентські рухи – екстремістські, расистські та сектантські групи, дестабілізуючи таким чином внутрішньополітичні процеси в США. має сенс одночасно підтримувати ізоляціоністські тенденції в американській політиці».[12]

Євразійський проєкт можна було б розширити на Південну та Центральну Америку.

## Сприйняття і вплив
Старший науковий співробітник Інституту Гувера Джон Б. Данлоп заявив, що «вплив цього підручника «євразійський» на ключові російські еліти свідчить про тривожний підйом неофашистських ідей та настроїв у період пізнього Єльцина та Путіна».
Історик Тімоті Д. Снайдер у The New York Review of Books писав, що на основи геополітики впливають роботи Карла Шмітта, прихильника консервативного міжнародного порядку, чия робота вплинула на нацистів. Він також відзначив ключову роль Дугіна у поширенні ідеологій євразійства та націонал-більшовизму.
Книгу Foreign Policy описав як «одну з найбільш цікавих, вражаючих і жахливих книг, які вийшли з Російській Федерації за всю пострадянську епоху», і «більш тверезі, ніж попередні книги Дугіна, краще аргументовані та позбавлені окультизму посилання, нумерологія, традиціоналізм та інша ексцентрична метафізика». У 2022 році Foreign Policy також зазначав, що «недавнє вторгнення в Україну є продовженням стратегії послаблення міжнародного ліберального порядку, яку просував Дугін».
За словами Антона Шеховцова, на обкладинці книги зображено Зірку Хаосу, символ, який представляє магію хаосу в сучасних окультних течіях, і використання символу відповідає загальним інтересам Дугіна до окультизму та окультної символіки. Після публікації книги Дугін також використав цей символ як логотип своєї партії Євразія.